# Девід Акс
Девід Акс (англ. David Axe, 11 квітня 1978) — американський військовий кореспондент, блогер і автор графічних романів. Акс заснував веб-сайт "War Is Boring" у 2007 році як вебкомікс, а пізніше перетворив його на блог новин.

## Життєпис
Девід Акс народився 11 квітня 1978 року в Арлінгтоні, штат Техас. Відвідував середню школу Ейзенхауера з 1992 по 1996 рік. Після закінчення школи вступив до університету Фурмана та отримав ступінь бакалавра історії в 2000 році. Потім вступив до Університету Вірджинії, щоб вивчати історію середньовіччя, а потім перейшов і закінчив Університет Південної Кароліни зі ступенем магістра художньої літератури в 2004 році.